# Anna Maria Vaiana
Anna Maria Vaiana, o Vaiani (fl. XVII secolo), è stata un'artista italiana.

## Biografia
Divenne nota come pittrice e illustratrice di fiori. Figlia del pittore fiorentino Alessandro Vaiani, di lei si hanno notizie dal 1623 al 1650. Fu sostenuta da Galileo Galilei che tentò di promuoverla a Roma dove lei risiedeva. Insieme a Claude Mellan, a Johann Friedrich Greuter e a Mario Nuzzi detto de' Fiori fu tra gli artisti coinvolti nella realizzazione dell'apparato iconografico composito del trattato Flora, seu De florum cultura, scritto dal gesuita senese Giovanni Battista Ferrari (1583-1655). Raffigurò per questo lavoro un bouquet di fiori in un vaso e forse anche altre tavole. Le uniche opere documentate nelle raccolte granducali di Firenze e a oggi non rintracciate sono due Vasi di fiori ricordati nel 1647 nell'inventario del casino di via della Scala del Cardinale Giovan Carlo de' Medici.